# سلطان جوهر
سلطان جوهر هو الحاكم الوراثي والحاكم السيادي لولاية جوهر الماليزية. في الماضي كان السلطان لديه السلطة المطلقة على الدولة ويليه البندهارا. أما حاليًا فيمثل دور البندهارا رئيس وزراء الولاية مع وجود شكلي للملك في نظام ملكي دستوري حسب دستور ولاية جوهر. السلطان هو الرئيس الدستوري لولاية جوهر. ولديه قوته العسكرية المستقلة الخاصة (قوات جوهر العسكرية الملكية) والسلطان هو أيضا رئيس المسلمين في ولاية جوهر.

## التاريخ
أول سلاطين جوهر كان علاء الدين ريات شاه الثاني نجل آخر سلاطين ملقا السلطان محمود شاه. وانتهى حكم أحفاد سلاطين ملقا في جوهر بوفاة السلطان محمود شاه الثاني عام 1699، وتولى العرش السلطان عبد الجليل شاه الرابع، كان عبد الجليل الرابع يشغل منصب بندهارا جوهر قبل وفاة السلطان.
حكم جوهر ما لا يقل عن 20 سلطان، كان أول سلطان لجوهر الحديثة من سلالة تمنغكونغ، السلطان أبو بكر الذي حكم من 1862 إلى 1895، وكان أول شخص من عائلة تمنغكونغ يصبح سلطانًا في تاريخ جوهر. تمكن والده تمنغكونغ داينغ إبراهيم من تعزيز قوته في عهد السلطان علي الذي توفي في عام 1877.

### السلطان الحالي
يشغل منصب السلطان حاليًا السلطان إبراهيم إسماعيل بن السلطان إسكندر الحاج، الذي أعلن أنه سلطان جوهر الخامس والعشرين في 23 يناير 2010 وتُوّج في 23 مارس 2015 في جوهر بهرو بعد وفاة والده السلطان إسكندر الحاج بن السلطان إسماعيل الخالدي حفيد السلطان أبو بكر في 22 يناير 2010م. بعد إعلان الوفاة تم تعيين إبراهيم إسماعيل كولي عهد جوهر وسلطان جوهر بالإنابة. ونظمت الجنازة في 23 يناير.

## قائمة سلاطين جوهر
| سلطان جوهر                                 | فتره الحكم            |
| ------------------------------------------ | --------------------- |
| سلالة ملقا جوهر                            |                       |
| علاء الدين ريات شاه الثاني                 | 1528–1564             |
| مظفر شاه الثاني                            | 1564–1570             |
| عبد الجليل شاه الأول                       | 1570–1571             |
| علي جلا عبد الجليل شاه الثاني              | 1571–1597             |
| علاء الدين ريات شاه الثالث                 | 1597-1615             |
| عبد الله معيات شاه                         | 1615–1623             |
| عبد الجليل شاه الثالث                      | 1623–1677             |
| إبراهيم شاه                                | 1677–1685             |
| محمود شاه الثاني                           | 1685–1699             |
| سلالة بندهارا                              |                       |
| عبد الجليل شاه الرابع (بندهارا عبد الجليل) | 1699–1720             |
| سلالة ملقا جوهر (متنازع عليه)              |                       |
| عبد الجليل رحمت شاه الأول (رجا كشيك)       | 1718-1722             |
| سلالة بندهارا                              |                       |
| سليمان بدر العالم شاه                      | 1722-1760             |
| عبد الجليل معظم شاه                        | 1760-1761             |
| أحمد رعاية شاه                             | 1761-1761             |
| محمود شاه الثالث                           | 1761-1812             |
| عبد الرحمن معظم شاه الأول                  | 1812-1819             |
| أحمد حسين معظم شاه (تنكو لونغ)             | 1819-1835             |
| علي إسكندر معظم شاه                        | 1835-1855             |
| سلطان جوهر الحديثة (سلالة تمنغكونغ)        |                       |
| أبو بكر الخليل                             | 1886-1895             |
| إبراهيم إسكندر المشهور                     | 1895-1959             |
| إسماعيل الخالدي بن إسكندر المشهور          | 1959-1981             |
| محمود إسكندر الحاج                         | 1981-2010             |
| إبراهيم إسماعيل                            | 2010 إلى الوقت الحاضر |